# المقامر (رواية)
المقامر (بالروسية: Игрок) رواية من تأليف الكاتب الروسي فيودور دوستويفيسكي، تدور حول أستاذ روسي مثقف ليس ميسور الحال اقتصادياً، يقع في حب امرأة أرستقراطية لا تعيره أي اهتمام، بل إنها تحتقره حسب رأيه وهمسته المذكورة في القصة، تهينه بشكل يثير قلق القارئ من صحة أو واقعية القصة، تدور القصة في ألمانيا، بالنسبة للقمار والمقامرة فإن الأستاذ يؤمن في داخله باستطاعته كسب الكثير من المال، إن حاول لعب القمار في الكازينو. وتصف القصة حال المقامرين في الكازينو، ويشرح لعبة الكازينو ونفسية الناس المقامرين هناك. ويصور صورة واقعية للعلاقات الاجتماعية بين الفقراء والأغنياء.كتبت الرواية في مدة ثلاثة أسابيع لتسلم في الموعد المحدد للناشر. لا تعتبر رواية المقامر أهم أعمال دوستويفسكي لكنها تضيء من دون شك على جوانب مهمة من شخصية الكاتب نفسه.. فدستويفسكي كان تماماً مثل بطل الرواية، مقامر حتى المرض، خسر مبالغ طائلة على طاولات القمار في ألمانيا وفرنسا وسويسرا.. ولم يتمكن من التخلص من هذه الآفة -كما كان يسميها- مدة سنوات طوال، إلى أن توقف عن اللعب نهائيا عام 1871. جاءت الرواية بتحليل خطير لمسألة الإدمان على اللعب، وقد كتبها الروائي وهو في عز إدمانه المرضي.
وكذلك فإن هذه الرواية تحمل معان كثيرة نجدها بين الأسطر حيث انها تبين الإرادة الإنسانية النابعة من مصادر صادقة من الذات البشرية وكيف يمكن ان يوجهها الإنسان فنجد أن المقامر قد جازف مجازفات خطرة، عندما ذهب ليقامر وعاد بالنقود لبولينا وكذلك ما يطرحه في الصفحة الأخيرة من روايته فيبين إذا ما آمن الإنسان بشيء في قرارة نفسه فأنه حتمآ سيحققه.

## الإلهام
تناقش رواية المقامر موضوعًا كان فيودور دوستويفسكي نفسه على دراية به، ألا وهو المقامرة. قامر فيودور دوستويفسكي للمرة الأولى على الطاولات في فيسبادن في عام 1862. ثم لعب منذ ذلك الوقت وحتى عام 1871 حينما تضاءل شغفه بالقمار، في بادن بادن وهومبورغ وساكسون ليه باينز بشكل متكرر، كان غالبًا يبدأ بالفوز بمبلغ صغير من المال وينتهي خسارة الكثير منه في النهاية. كتب دوستويفسكي إلى أخيه ميخائيل في 8 سبتمبر 1863:
«لقد كنت أؤمن بنظامي... إذ فزت بـ 600 فرنك خلال ربع ساعة. وهو ما أسال لعابي تجاه المزيد. ثم فجأة بدأت أخسر، ولم أستطع التحكم في نفسي حتى فقدت كل شيء. بعد ذلك، أخذت... أموالي الأخيرة، وذهبت للعب مجددًا... لقد تأثرت بهذا الحظ الطيب غير العادي وخاطرت بجميع نابوليوناتي الـ 35 وفقدتها جميعها. تبقت لدي 6 نابليونات من الذهب لأدفع بها ثمن إيجاري وتكلفة الرحلة. وفي جنيف، رهنت ساعتي».
وافق فيودور دوستويفسكي بعد ذلك على عقد يحمل مجازفة مع ف. ت. ستيلوفسكي بأنه إذا لم يسلم رواية مؤلفة من 12 توقيعًا أو أكثر بحلول 1 نوفمبر 1866، فسيحصل ستيلوفسكي على حق نشر أعمال دوستوفسكي لمدة تسع سنوات، حتى 1 نوفمبر 1875، دون أي تعويض للكاتب. كتب فيودور بعض من أجزاء قصته، ثم أملاها على واحدة من أوائل مصممي الأزياء في روسيا وزوجته القادمة، آنا غريغورفنا، التي كتبتها، ونسختها بدقة من أجله. وتمكن بمساعدتها من إنهاء الكتاب في الوقت المناسب.

## ملخص الحبكة
تُسرد القصة من منظور الشخص الأول للبطل أليكسي إيفانوفيتش، وهو مدرس يعمل لصالح عائلة روسية تعيش في جناح بفندق ألماني. يدين أب الأسرة، الجنرال، بالمال للفرنسي دي جييرز، وقد رهن ممتلكاته في روسيا ليدفع مبلغًا صغيرًا فقط من دينه. وعند علمه بمرض عمته الغنية "الجدة"، يرسل العديد من البرقيات إلى موسكو وينتظر نبأ وفاتها. سيدفع ميراثه المتوقع ديونه، وسيجعله قادرًا على طلب يد مدموزيل بلانش دي كومينج من أجل الزواج.
يقع أليكسي في حب يائس مع بولينا ابنة الجنرال، التي تطلب منه الذهاب إلى كازينو المدينة ويضع رهانًا لصالحها. يستسلم بعد تردد وينتهي بالربح على طاولة الروليت. ثم يعود لها المكاسب لكنها لن تخبره عن سبب احتياجها للمال. تقوم بولينا بالضحك فقط في وجهه (كما تفعل عندما يعلن حبه لها)، وتعامله بلا مبالاة شديدة، إن لم يكن بخبثٍ تام. سيعلم أليكسي تفاصيل الحالة المالية للجنرال وبولينا في وقت لاحق من القصة من خلال أحد معارفه منذ زمن طويل، السيد آستلي. آستلي هو رجل إنجليزي خجول، ويبدو أنه يشارك ولع أليكسي ببولينا. كما ينتمي إلى طبقة النبلاء الإنجليز، ويمتلك الكثير من المال.
في يوم من الأيام بينما تمشي بولينا وأليكسي، يُقسم أليكسي يمين العبودية لها. ويخبرها أثناء المشي في جبل شلانينبرغ (جبل في الريف الألماني) أن كل ما عليها فعله هو أن تأمره، وسيقفز بكل سرور من على الحافة ويسقط إلى حتفه. يقابلان بعد ذلك البارون والبارونة فورمرهيلم. تتحداه بولينا أن يهين الزوجين الأرستقراطيين، فيفعل ذلك دون تردد يذكر. يفجر هذا سلسلة من الأحداث التي توضح اهتمام مدموزيل بلانش بالجنرال، وتتسبب في طرد أليكسي من وظيفته كمدرس لأطفال الجنرال. تظهر الجدة بعد فترة وجيزة من ذلك وتفاجئ المجموعة بأكملها من الدائنين والمدينين. وتخبرهم جميعًا بأنها تعرف كل شيء عن ديون الجنرال، وسبب انتظار الرجل الفرنسي والمرأة بقرب جناح الفندق كل يوم. ثم تغادر حزب المستفيدين من موتها بقولها إنه لن يحصل أي أحد منهم على أي من أموالها. ثم تطلب من أليكسي أن يكون مرشدها في جميع أنحاء المدينة الشهيرة بمياهها الشافية، وسيئة السمعة لكازينوها حيث كانت الطاولات مكدسة بأكوام من الذهب؛ إنها تريد المقامرة.

## روابط خارجية
- المقامر على موقع الموسوعة البريطانية (الإنجليزية)